# Kiss the Boys Goodbye
Kiss the Boys Goodbye è un film del 1941 diretto da Victor Schertzinger.
È un musical statunitense con Don Ameche, Mary Martin e Oscar Levant. È basato sulla commedia teatrale del 1938 Kiss the Boys Goodbye di Clare Boothe.

## Produzione
Il film, diretto da Victor Schertzinger su una sceneggiatura di Dwight Taylor e Harry Tugend con il soggetto di Clare Boothe Luce, fu prodotto da Paul Jones e William LeBaron per la Paramount Pictures e girato nei Paramount Studios a Hollywood, Los Angeles, in California.

## Colonna sonora
- I'll Never Let a Day Pass By - musica di Victor Schertzinger, parole di Frank Loesser, cantata da Don Ameche e Mary Martin
- Kiss the Boys Goodbye - musica di Victor Schertzinger, parole di Frank Loesser, cantata da Mary Martin e The Music Maids
- Sand in My Shoes - musica di Victor Schertzinger, parole di Frank Loesser, cantata da Connee Boswell e Eddie 'Rochester' Anderson
- Find Yourself a Melody - musica di Victor Schertzinger, parole di Frank Loesser, cantata da Mary Martin
- My Start - musica di Victor Schertzinger, parole di Frank Loesser, cantata da Mary Martin
- Battle Hymn of The Republic - musica di William Steffe, parole di Julia Ward Howe, cantata da Oscar Levant e Elizabeth Patterson,
- Ma Curly Headed Babby - scritta da G.H. Clutsam, cantata da Mary Martin
- Joshua Fought The Battle of Jericho - tradizionale, cantata dal coro gospel

## Distribuzione
Il film fu distribuito negli Stati Uniti dal 1º agosto 1941 al cinema dalla Paramount Pictures.
Altre distribuzioni:
- in Portogallo il 21 gennaio 1942 (Beija os Rapazes e Adeus)
- in Svezia il 7 aprile 1942 (Kiss the Boys Goodbye)
- in Finlandia il 22 agosto 1943 (Leikin miesten kanssa)
- in Spagna (Buscando fama)
- in Brasile (Garota de Encomenda)
- in Francia (Vedette à tout prix)